# Peter Strauss
Peter Lawrence Strauss (ur. 20 lutego 1947 w Croton-on-Hudson) – amerykański aktor. Odtwórca roli Rudy’ego Jordache'a w miniserialu ABC Pogoda dla bogaczy (Rich Man, Poor Man, 1976–1977). Laureat nagrody Emmy jako wybitny główny aktor w serialu limitowanym lub specjalnym za rolę Larry’ego Murphy’ego w filmie ABC Jerycho Mila (The Jericho Mile, 1979). 
Była pięciokrotnie nominowany do Złotego Globu (1977, 1982, 1984, 1986, 1994) i trzykrotnie do nagrody Emmy (1976, 1979, 1981).
Wraz z Richardem Chamberlainem, Cheryl Ladd i Victorią Principal, Strauss stał się jednym z mocarnych postaci filmów stworzonych dla telewizji. Jego role w tym gatunku obejmowały tytułowe postacie w 
filmach: Joego Kennedy’ego Jr. w dramacie biograficznym Młody Joe, Zapomniany Kennedy (Young Joe, the Forgotten Kennedy, 1977), detektywa w dramacie kryminalnym Blake’a Edwardsa Peter Gunn (1989) i Larry’ego McLindena w dramacie biograficznym Mój syn (Thicker Than Blood: The Larry McLinden Story, 1995).

## Życiorys

### Wczesne lata
Urodził się i dorastał w Croton-on-Hudson w stanie Nowy Jork w rodzinie żydowskiej, jako syn Antonie „Tonie” (z domu Weisenfeld) i Warrena B. Straussa, pochodzącego z Niemiec importera wina.
W 1965 ukończył szkołę średnią dla chłopców Hackley School w Tarrytown, w stanie Nowym Jorku. W 1969 ukończył Northwestern University w Evanston, w stanie Illinois.

### Kariera
Zainteresował się aktorstwem już we wczesnej młodości i jako nastolatek brał udział w przedstawieniach Jak wam się podoba i Romeo i Julia podczas Szekspirowskiego Festiwalu Croton, a podczas wakacji uczęszczał do Pocono Playhouse w Pensylwanii i Ogunquit Playhouse w Maine. 
Po raz pierwszy pojawił się na profesjonalnej scenie w spektaklu Taniec z sąsiedztwa (The Dance Next Door, 1969) w Mark Taper Forum w Los Angeles, gdzie występował potem w sztukach Pamięć z brudnym człowiekiem (The Mind with the Dirty Man), Proces Catonsville Nine (The Trial of the Catonsville Nine) oraz Einstein i niedźwiedź polarny (Einstein and the Polar Bear, 1981) Toma Griffina na Broadwayu, a powrócił na scenę nowojorską w sztukach Jona Robina Baitza Chinese Friends i Sabina. 
Po debiucie na dużym ekranie w dramacie Cześć, bohaterze! (Hail, Hero!, 1969) z udziałem Michaela Douglasa, zagrał główną rolę szeregowego Honusa z oddziału kawalerii w westernie Niebieski żołnierz (Soldier Blue, 1970). Aktorskie sukcesy odnosił jednak na małym ekranie. Rola Rudy’ego Jordache'a, syna niemieckich imigrantów realizującego amerykański sen, który zostaje wpływowym senatorem w Kongresie USA w serialu ABC Pogoda dla bogaczy (Rich Man, Poor Man, 1976-77) przyniosła mu hiszpańską nagrodę TP de Oro oraz nominację do nagród – Emmy i Złotego Globu. Za postać Larry’ego „Raina” Murphy’ego, który został skazany za morderstwo swojego ojca, co uważa za usprawiedliwione, ponieważ jego ojciec zgwałcił jego przyrodnią siostrę i odsiaduje dożywocie w więzieniu stanowym Folsom, który stał się olimpijskim biegaczem w telewizyjnym dramacie sportowym Michaela Manna Jerycho Mila (The Jericho Mile, 1979) otrzymał nagrodę Emmy. Kolejne role, które cieszyły się popularnością i uznaniem krytyki, to: Eleazar ben Yair w miniserialu historycznym ABC Antagoniści (Masada, 1981), Abel Rosnovski w miniserialu CBS Kain i Abel (Kane & Abel, 1985) i agent CIA Romulus w thrillerze NBC Braterstwo Róży (Brotherhood of the Rose, 1989).
W 2003 wystąpił w reklamie Miracle-Gro Plant Food. 

### Życie prywatne
Był dwukrotnym rozwodnikiem. 21 stycznia 1973 ożenił się z Beverly Baker Paulding. 11 grudnia 1979 doszło do rozwodu. 9 lipca 1983 zawarł związek małżeński z Nicole Fons, z którą ma dwóch synów – Justina i Tristana (ur. 1985). W 1994 Strauss i Fons rozwiedli się. W 1997 związał się z aktorką Rachel Ticotin, którą poślubił 31 grudnia 1998. 
Został właścicielem plantacji cytrusów.
23 marca 2008 tuż przed południem zaatakował go pitbull, który przez pół godziny znęcał się, a następnie został złapany, gdy zaatakował kolejnego ranczera. Na nieprzytomnego aktora natknął się jeden z pracowników rancza. Strauss trafił na ostry dyżur szpitala rejonowego Ojai Valley, gdzie lekarze stoczyli pięciogodzinną walkę o jego życie. Zęby pitbulla rozerwały mu mięśnie łydek. Rany na jego jednej nodze wymagały założenia ponad tysiąca szwów.

## Filmografia

### Filmy fabularne
- 1969: Cześć, bohaterze! (Hail, Hero!) jako Frank Dixon
- 1970: Niebieski żołnierz (Soldier Blue) jako Honus Gent
- 1971: Człowiek legendy (Il Sergente Klems)
- 1972: The Trial of the Catonsville Nine jako Thomas Lewis
- 1976: Ostatni z wielkich (The Last Tycoon) jako Wylie
- 1982: Dzielna pani Brisby (The Secret of NIMH) jako Justin (głos)
- 1983: Kosmiczne łowy (Spacehunter: Adventures in the Forbidden Zone) jako Wolff
- 1995: Na żywo (Nick of Time) jako Brendan Grant
- 1997: Klucze do miasta (Keys to Tulsa) jako Chip Carlson
- 2005: xXx 2: Następny poziom (xXx: State of the Union) jako prezydent James Sanford
- 2007: Licencja na miłość (Licence to wed) jako pan Jones

### Filmy
- 1973: The Man Without a Country jako Arthur Danforth
- 1974: Judgement: The Court Martial of the Tiger of Malaya – General Yamashita jako prawnik
- 1975: Attack on Terror: The FBI vs. the Ku Klux Klan jako Ben Jacobs
- 1977: Young Joe, the Forgotten Kennedy jako Joseph Kennedy Jr.
- 1979: The Jericho Mile jako Larry 'Rain' Murphy
- 1980: Angel on My Shoulder jako Eddie Kagel
- 1981: A Whale for the Killing jako Charles Landon
- 1983: Serce stali (Heart of Steel) jako Emory
- 1986: Under Siege jako John Garry
- 1986: The Penalty Phase jako sędzia Kenneth Hoffman
- 1987: Proud Men jako Charley MacLeod Jr.
- 1989: Peter Gunn jako Peter Gunn
- 1989: Braterstwo Róży (Brotherhood of the Rose) jako Romulus
- 1989:Braterstwo Róży część 2 (Brotherhood od Rose) jako Romulus
- 1990: 83 godziny do świtu (83 Hours 'Til Dawn) jako Wayne Stracton
- 1991: Czarny anioł (Flight of Black Angel) jako pułkownik Matt Ryan, Callsign Ringleader
- 1992: Trial: The Price of Passion jako Warren Blackburn
- 1992: Przestępca jest wśród nas (Fugitive Among Us) jako Max Cole
- 1993: Mężczyźni o tym nie mówią (Men Don't Tell) jako Ed MacAffrey
- 1994: Więzy krwi (Thicker Than Blood: The Larry McLinden Story) jako Larry McLinden
- 1994: Pojednanie (Reunion) jako Sam Yates
- 1994: The Yearling jako Ezra „Penny” Baxter
- 1995: Teksański rozwód (Texas Justice) jako Thomas Cullen Davis
- 1996: In the Lake of the Woods jako John Waylan
- 1999: Owoce miłości (Seasons of Love) jako Thomas Linthorne
- 1999: Joanna D’Arc (Joan of Arc) jako La Hire
- 2000: Tata kowboj (A Father's Choice) jako Charlie McClain
- 2001: Niesamowita częstotliwość 2 (Strange Frequency 2) jako Ben Stanton
- 2001: Morderstwo w Orient Expressie (Murder on the Orient Express) jako pan Samuel Ratchett
- 2003: 111 Gramercy Park jako Turk Karnegian
- 2014: Sugar Daddies jako Grant Zager

### Seriale TV

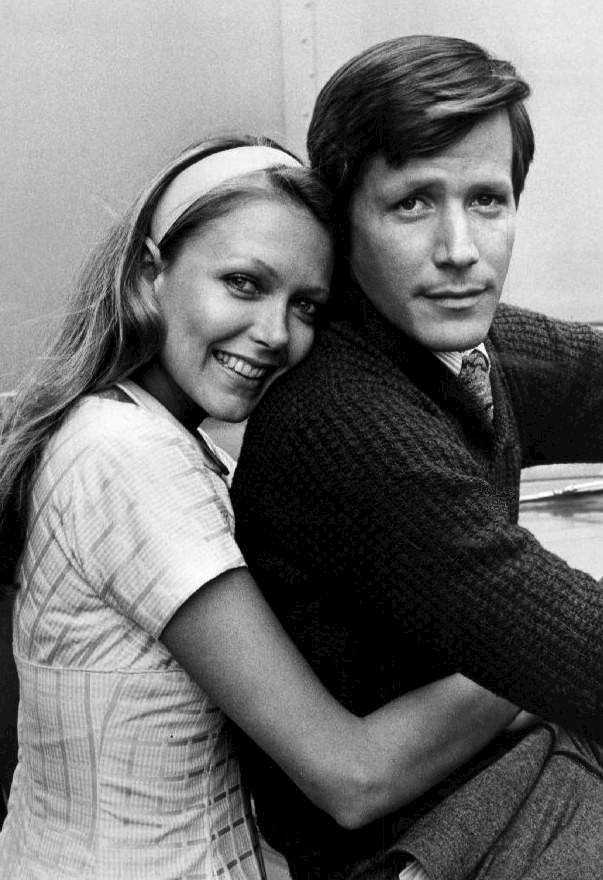
Susan Blakely i Peter Strauss w serialu Pogoda dla bogaczy (1976)

- 1970: Młodzi prawnicy (The Young Lawyers) jako Stuart
- 1971–1975: Centrum medyczne (Medical Center) jako Lloyd Halloran
- 1972–1975: Ulice San Francisco (The Streets of San Francisco) jako Bobby Jepsen
- 1973: Mary Tyler Moore jako Stephen
- 1974: Hawaii Five-O jako Tom Morgan
- 1974: Cannon jako Dave Nordorff
- 1974: Barnaby Jones jako Clay Wakefield
- 1976–1977: Pogoda dla bogaczy (Rich Man, Poor Man) jako Rudy Jordache
- 1981: Masada jako Eleazar ben Yair
- 1985: Czuła jest noc (Tender Is the Night) jako Dick Diver
- 1985: Kain i Abel (Kane & Abel) jako Abel Rosnovski
- 1994: Batman Dr Steven Carlyle
- 1996: Incredible Hulk (The Incredible Hulk) jako Walter Langkowski (głos)
- 1996: Prawdziwe przygody Jonny’ego Questa (The Real Adventures of Jonny Quest) jako Lab Guard
- 1996: Duckman: Private Dick/Family Man jako Narrator
- 1996: Biker Mice from Mars jako Stoker
- 1996–1997: Moloney jako dr Nicholas Moloney
- 2001: Niesamowita częstotliwość (Strange Frequency) jako Ben Stanton
- 2002: Ciało i dusza (Body & Soul) jako dr Isaac Braun
- 2003: Dziesięcioro przykazań – opowieści dla dzieci jako Mojżesz (głos)
- 2004: Prawo i porządek (Law & Order) jako dr Paul Cedars
- 2005: Instynkt mordercy (Killer Instinct)jako Robert Hale
- 2006–2007: Biker Mice From Mars jako Stoker (głos)
- 2006: Dlaczego (The Way)
- 2007: Seks, kasa i kłopoty (Dirty Sexy Money) jako Devlin „Dutch” George
- 2010: Bananowy doktor (Royal Pains) jako Graham Barnes
- 2010: Prawo i porządek: sekcja specjalna (Law & Order: Special Victims Unit) jako Kevin Burton